# Liste des épisodes de La Maison de Mickey

Logo français original de la série.

Cet article présente la liste des épisodes de La Maison de Mickey qui porte un total de 126 épisodes répartis en 4 saisons. La série est diffusée du 5 mai 2006 jusqu'au 6 novembre 2016.

## Panorama des épisodes
| Saison | Nombre d'épisodes | Début de diffusion | Fin de diffusion  |
| ------ | ----------------- | ------------------ | ----------------- |
| 1      | 27                | 5 mai 2006         | 27 juillet 2007   |
| 2      | 40                | 26 janvier 2008    | 20 février 2010   |
| 3      | 33                | 27 février 2010    | 28 septembre 2012 |
| 4      | 26                | 5 novembre 2012    | 6 novembre 2016   |